# Joseph Moerman
Joseph Moerman (Kortrijk, 2 maart 1920 - Genève, 28 februari 2012) was een rooms-katholiek priester en internationaal kerkelijk ambtenaar.

## Levensloop
Moerman werd priester gewijd in 1943. Hij studeerde aan het grootseminarie in Brugge en aan de Katholieke Universiteit Leuven, waar hij tot doctor in de theologie promoveerde.
Na korte tijd in het onderwijs te hebben gestaan in het bisdom Brugge, als retoricaleraar in de bisschoppelijke colleges van Tielt en Moeskroen, vertrok hij naar Belgisch-Congo, waar hij verantwoordelijk werd voor het katholiek onderwijs. Enkele jaren later werd hij secretaris voor het katholiek onderwijs in gans Zuidelijk Afrika als hoofd van de Afrikaanse afdeling van het Office International de l’Enseignement Catholique (OIEC).
In 1967 werd hij secretaris-generaal en daarna voorzitter van het Internationaal katholiek bureau voor het Kind (KIBK), gevestigd in Rome maar dat hij deed verhuizen naar Genève. Hij nam in 1973 het initiatief voor de organisatie van een Internationaal Jaar van het Kind en bekwam in 1976 dat het jaar 1979 door de Verenigde Naties als dusdanig werd uitgeroepen. Hij nam het initiatief voor het opstellen van een Conventie van de Rechten van het Kind, die mee aan de basis lag van het door de Verenigde Naties in 1989 uitgevaardigde Verdrag inzake de rechten van het kind.
Moerman was geestelijk raadsman van koningin Marie-José van Italië (1906-2001), die hem op haar beurt bijstond in zijn werk, door voor hem het netwerk van haar relaties aan te wenden en bijeenkomsten met prominente personaliteiten in haar residentie te organiseren.
Moerman werd in 1956 erekanunnik van het bisdom Brugge. Hij bereikte het emeritaat bij het Internationaal Bureau in 1985 en bleef verder in Genève resideren.

## Publicaties
- (als dir.), L'enseignement catholique au service de l'Afrique, Doornik, 1966
- (als dir.), Le problème de la population, Paris, 1975
- Vers un nouveau millénaire, sans rêver mais en espérant, in: Espérer, réponses à un appel, Genève, 1997.[3]